# Конституция Казахской ССР (1926)
Первая Конституция Казахстана была принята в окончательной редакции Постановлением ЦИКа Казакской АССР 18 февраля 1926 года после образования СССР и с учётом Конституции РСФСР 1925 года, так как Казахстан являлся частью РСФСР. Данный Основной закон закрепил форму правления, государственного устройства, политический режим, структуру органов государственной власти, исполнительно-распорядительных органов. Были определены основные начала активного и пассивного избирательного права, бюджетного права. Согласно данной Конституции Казахстан являлся равноправной республикой в составе РСФСР. Одним из авторов проекта первой Конституции был Абдурахман Айтиев.